# Paul Loyonnet
Paul Louis Loyonnet (Paris, 13 mai 1889 - Montréal, 12 février 1988) est un pianiste, pédagogue et auteur d'écrits sur la musique français.

## Biographie
Paul Loyonnet suit dès 1902, les cours de Charles Wilfrid de Bériot, J.-B. Ganaye, Charles-Marie Widor et Isidor Philipp au Conservatoire de Paris. 
Il se produit en public pour la première fois à dix-sept ans, puis dans toute l'Europe jusqu'à la Première Guerre mondiale. Ensuite, il est partenaire de Lucien Capet – qui suscite en lui la passion pour Beethoven – mais joue également avec Armand Marsick et Joseph Szigeti. Il est lié à Debussy, Fauré, Ibert – rencontré pendant son séjour à la villa Médicis, à Rome –, Ravel, Saint-Saëns et Schmitt ; il est l'ami de Francis Planté, Louis Rosoor et Lucien Durosoir, compositeur, mais aussi violoniste, avec qui il joue en duo. Il se produit à Berlin et à Rome, en 1926, lors du centenaire de la mort de Beethoven.

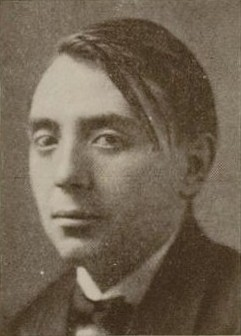
Paul Loyonnet avant 1932

Après avoir donné pas moins de 2 000 récitals entre 1918 et 1932, il prend une retraite volontaire dès 1932, dont il sort en 1940, jouant dans la zone non occupée en France. À la libération, fin 1945, il joue les trois derniers concertos de Beethoven, sous la direction de Charles Munch au Théâtre des Champs-Élysées (11 décembre 1945). Il reprend ses tournées, en Espagne, au Portugal, puis en Afrique du Nord et du Sud, en Israël (1946), au Canada, aux États-Unis (Carnegie Hall, 1947 et 1948) et en Amérique latine. Il donne son dernier récital parisien à Gaveau en 1962.

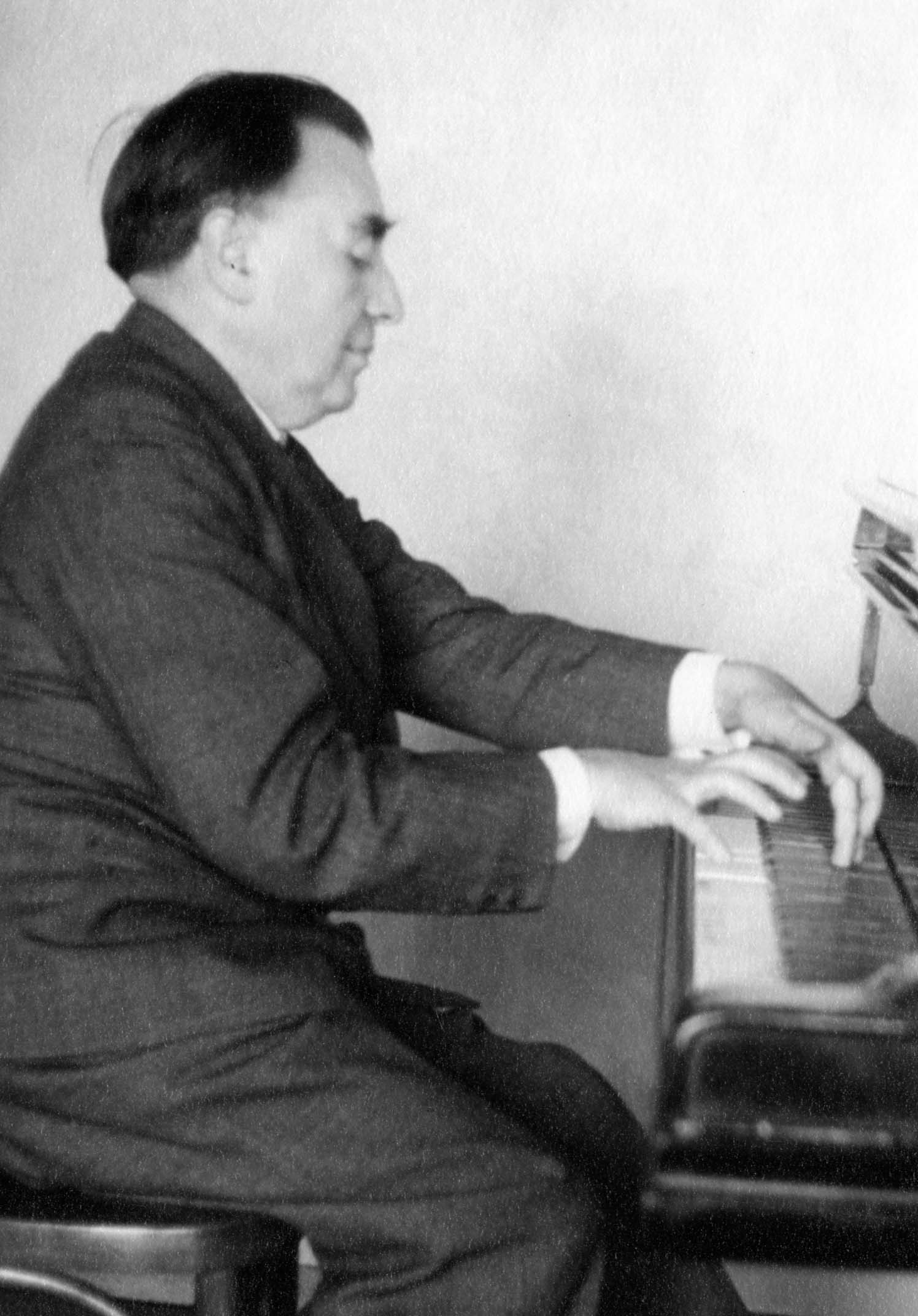
Paul Loyonnet au piano, durant la seconde guerre Mondiale.

Il collabore aux périodiques musicaux, tels Le Courrier musical et La Revue musicale. Spécialiste de Beethoven, il est l'auteur de deux livres sur l'œuvre du compositeur.

### Québec
Après une première visite au Québec en 1947, il s'y établit avec sa famille, en 1954. Il enseigne le piano à l'École Vincent-d'Indy, puis à l'Université McGill.
Parmi ses élèves, figurent Gisèle Daoust, Albert Dessane, Pierre Jasmin, Pierre Giraud, Jean Leduc, Alain Lefèvre, Igor Markevitch et Boris Roubakine. Il donne six leçons sur l’interprétation des Préludes, au jeune Menahem Pressler pour le préparer au concours Debussy de San Francisco.
Igor Markevitch laisse des pages riches en détails sur la personnalité de son maître Loyonnet : « Petit, rond, le cheveu noir, Loyonnet parlait un français précieux et souvent sa leçon consistait en une longue et fascinante dissertation sur le sens « secret » des musiques que j'étudiais. » Mais il commente aussi les divergences de conception qui, cinquante ans après, au même moment, font écrire, pour l'un Les 32 sonates pour piano et pour l'autre une analyse des symphonies pour les éditions Peters.
Il a créé de nombreuses œuvres pour piano, notamment de Bernhard van den Sigtenhorst Meyer, les Six vues du mont Fuji (1919) ; Histoires… (1922) de Jacques Ibert et Aube : sonate d'été (1926) de Lucien Durosoir.
Paul Loyonnet donne son dernier récital à l’âge de 92 ans.
Le fonds Paul Loyonnet est conservé par les archives de l'Université de Montréal. Il comprend notamment le manuscrit de ses mémoires, un document de 800 pages.

## Hommages et distinctions
- 1982 : Chevalier de la Légion d'honneur
- 1986 : Médaille du Conseil des arts du Canada
- 1988 : L'organiste Louis Guillemette fonde, à Laplaine, l'École Paul Loyonnet[8].
- 1988 : Un documentaire sur sa vie et son enseignement est présenté à la télévision CBC.
- 2011 : Un disque « L'aube des siècles, hommage à Loyonnet », par le pianiste Daniel Gardiole[9], présente des œuvres de Jacques Ibert (Histoires…), Lucien Durosoir (Aube Sonate d’été) et Bernhard van den Sigtenhorst Meyer[10] (2011, L’algarade CC874751) (OCLC 852213187), (BNF 42802022).

## Écrits
- Beethoven « ce mal connu », Coll. « De qui s'agit-il ? »  Paris, Les éditions de l'Epargne, 1967, 126 p. , (OCLC 1244886)
- Les 32 sonates pour piano, journal intime de Beethoven, Paris, Éditions Robert Laffont/Van de Velde, 1977, 520 p. (ISBN 2-85868-034-5) Réédition Montréal, Édition Louise Courteau, 1988 et Van de Velde 2001.
- Paradoxes sur le pianiste, Montréal, Leméac, 1981,  (ISBN 2760951081), (OCLC 9555673)
- Les gestes et la pensée du pianiste, Montréal, Édition Louise Courteau, 1985, (OCLC 13004345)

Préface
- Œuvres et disques de Beethoven : discographie critique de René Girard, Fides, 1952, (BNF 37749230)

## Discographie
- Beethoven, Sonates (2LP Janus JA 19005 / JA 19006)
- Beethoven, Sonates pour piano « Appasionnata » et « Waldstein » (LP Fidelio Records F.3312)
- Beethoven, Sonates pour piano, op. 109, 110, 111 (1980, LP Vilnius VIL 112) (OCLC 79329356)
- Fauré, Thème et variations, 7e Nocturne, Barcarolle en la mineur (années 1950, LP Concert Hall Society) (OCLC 15876239)
- Schumann, Humoreske, op. 20 (1948, LP Concert Hall Society CHC 6) (OCLC 3048042)
- Œuvres de Couperin, Haydn et Ibert (LP Concert Hall)